# Gracia Mendes Nasi

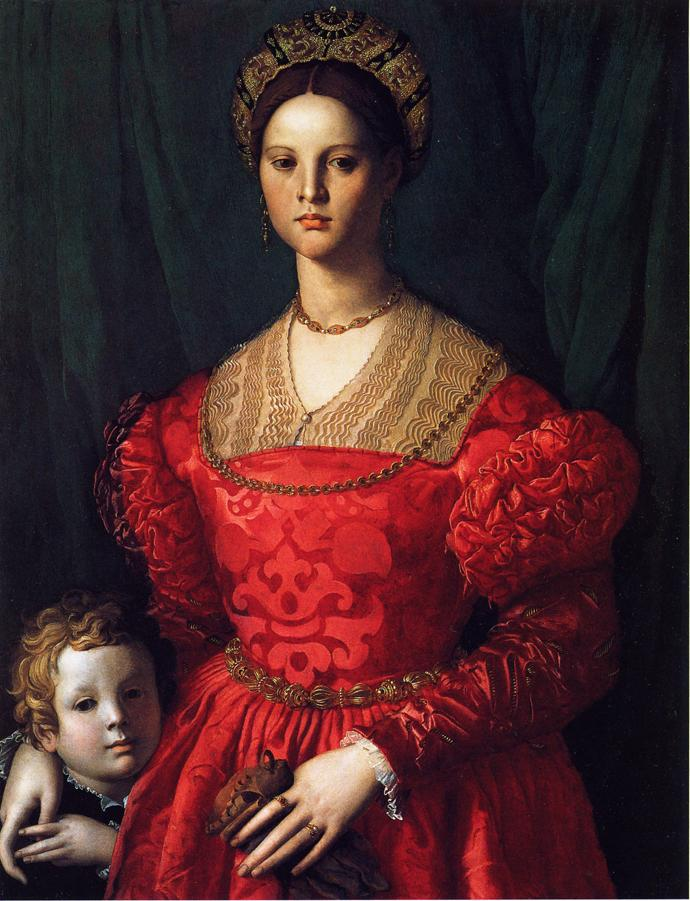
Gracia Mendes Nasi

Gracia Mendes Nasi (Lissabon, 1510 – Constantinopel, 1569), ook bekend als Beatriz de Luna Miques, was een zeer rijke Portugese Jodin. Ze was aangetrouwd aan het invloedrijke huis Mendes en de tante van Josef Nasi. Haar familie kwam oorspronkelijk uit Aragon en behoorde tot de Sefardische Joden. De familie vluchtte in 1492 naar Portugal ten gevolge van het verdrijvingsedict.
In 1528 trad Gracia in het huwelijk met Francisco Mendes. Eerst trouwden ze in het openbaar op rooms-katholieke wijze. Vervolgens vond een cryptojoodse ceremonie plaats. Francisco had samen met zijn broer Diogo een invloedrijk handelsbedrijf en een internationaal bekende bank met agenten door heel Europa en in het Middellandse Zeegebied. Ze kregen een dochter, Reyna, waarna Francisco in 1538 stierf. Diogo had een kantoor geopend in Antwerpen en Gracia voegde zich daar bij hem. In 1542 stierf hij eveneens. Na zijn dood nam Gracia de leiding van het imperium op zich en werd ze een zeer succesvolle zakenvrouw. Ze werd erg rijk en invloedrijk, zodat ze ook invloed kon uitoefenen op burgerlijke en kerkelijke machthebbers. Ze gebruikte die positie om de cryptojoden te beschermen en om te helpen bij het vrijkopen van gijzelaars. Middels betalingen aan de paus wist ze de Inquisitie in Portugal te vertragen. Mogelijk heeft zij een grote rol gespeeld bij de publicatie van de Ferrara Bijbel, een vertaling van de Tenach in het Ladino die verscheen in 1553 te Ferrara. Een deel van de oplage, namelijk het deel dat speciaal voor de Sefardische Joden was bedoeld, werd aan haar opgedragen.
In 1544 vluchtte Gracia naar Venetië. Daar bleef ze wonen totdat ze in 1551 opnieuw moest vluchten. Ze trok naar Ferrara, waar ze voor het eerst in haar leven openlijk Jood kon zijn. Vanaf toen ging ze ook haar werkelijke, Joodse, naam gebruiken. In 1553 verhuisde ze naar Ottomaans gebied, waar ze haar dochter Reyna uithuwelijkte aan haar neef Josef Nasi. In 1556 beval de paus dat een groep Portugese Sefardische Joden moest worden omgebracht op de brandstapel. Gracia reageerde daarop door de haven van Ancona in de Kerkelijke Staat te laten boycotten.
Gracia liet synagoges, jesjiva's en ziekenhuizen bouwen. Een van die synagoges staat er nog en is naar haar genoemd. In 1558 huurde ze Tiberias, in het huidige Israël, van sultan Suleiman, voor een jaarlijkse prijs van 1000 dukaten. In 1561 kwam haar neef Josef aan de macht in Tiberias en Safed, waar hij werkte aan huisvesting voor Joden, die in een groot deel van Europa vervolgd werden.